# Liste des longs métrages libanais proposés à l'Oscar du meilleur film international
Cet article présente la liste des longs métrages libanais proposés à l'Oscar du meilleur film international depuis 1998, lors de la 71e cérémonie des Oscars.
L'Academy of Motion Picture Arts and Sciences (AMPAS) qui remet les Oscars du cinéma invite depuis 1957 les industries cinématographiques de tous les pays du monde à proposer le meilleur film de l'année pour concourir à l'Oscar du meilleur film en langue étrangère (autre que l'anglais). Le comité du prix supervise le processus et valide les films soumis. Par la suite, un vote à bulletin secret détermine les cinq nommés dans la catégorie, avant que le film lauréat ne soit élu par l'ensemble des membres de l'AMPAS, et que l'Oscar ne soit décerné lors de la cérémonie annuelle.

## Films proposés
| Année de sortie des films (Cérémonie) | Titre français                   | Titre original                      | Réalisateur                                                                                                | Résultat   |
| ------------------------------------- | -------------------------------- | ----------------------------------- | --- | ---------- |
| 1999 (71e)                            | West Beyrouth                    | بيروت الغربيه Beyrouth al gharbiyya | Ziad Doueiri                                                                                               | Non nommé  |
| 2000 (72e)                            | Autour de la maison rose         | البيت الزهر Al-bayt al-zahr         | Joana Hadjithomas et Khalil Joreige                                                                        | Non nommé  |
| 2003 (75e)                            | Quand Maryam s'est dévoilée (ar) | لمّا حكيت مريم Lamma hikyit maryam   | Assad Fouladkar                                                                                            | Non nommé  |
| 2004 (76e)                            | Le Cerf-volant                   | طيّارة من ورق Tayyara men wara       | Randa Chahal Sabbagh                                                                                       | Non nommé  |
| 2007 (79e)                            | Bosta l'autobus                  | بوسطة Bosta                         | Philippe Aractingi                                                                                         | Non nommé  |
| 2008 (80e)                            | Caramel                          | سكر بنات Sukkar banat               | Nadine Labaki                                                                                              | Non nommé  |
| 2009 (81e)                            | Sous les bombes                  | تحت القصف Taht alqasf               | Philippe Aractingi                                                                                         | Non nommé  |
| 2012 (84e)                            | Et maintenant, on va où ?        | وهلّأ لوين؟ W halla' la wayn         | Nadine Labaki                                                                                              | Non nommé  |
| 2014 (86e)                            | Beirut Intersections             | قصة ثواني Ossett thawani            | Lara Saba                                                                                                  | Non nommé  |
| 2015 (87e)                            | Ghadi (en)                       | غدي                                 | Amin Dora (en)                                                                                             | Non nommé  |
| 2016 (88e)                            | Void                             | وينن Waynon                         | Tarek Korkomaz, Zeina Makki Jad Beyrouthy, Christelle Ighniades Salim Habr, Maria Abdel Karim Naji Bechara | Non nommé  |
| 2017 (89e)                            | Very Big Shot (en)               |                                     | Mir-Jean Bou Chaaya                                                                                        | Non nommé  |
| 2018 (90e)                            | L'Insulte                        | قضية رقم 23 Qadiya raqm 23          | Ziad Doueiri                                                                                               | Nommé      |
| 2019 (91e)                            | Capharnaüm                       | كفرناحوم                            | Nadine Labaki                                                                                              | Nommé      |
| 2020 (92e)                            | 1982 (ar)                        |                                     | Oualid Mouaness                                                                                            | Non nommé  |
| 2021 (93e)                            | Le Dernier Piano                 | مفاتيح مكسرة                        | Jimmy Keyrouz                                                                                              | Non nommé  |
| 2022 (94e)                            | Costa Brava, Lebanon             | كوستا برافا، لبنان                  | Mounia Akl                                                                                                 | Non nommé  |
| 2023 (95e)                            | Memory Box                       | دفاتر مايا (Dafatir maya)           | Joana Hadjithomas et Khalil Joreige                                                                        | Non nommé  |
| 2025 (97e)                            | Arzé                             | أرزة                                | Mira Shaib                                                                                                 | En attente |